# Wilson Kipsang Kiprotich
Wilson Kipsang Kiprotich (Keiyo, 15 marzo 1982) è un maratoneta keniota, ex detentore del record mondiale della specialità.

## Biografia
Nel 2009 vince la mezza maratona di Egmond e nel 2010 conquista il primo posto nella maratona di Francoforte.
Il 29 settembre 2013 stabilisce il nuovo record mondiale della maratona vincendo la maratona di Berlino con il tempo di 2h03'23", migliorando di ben 15 secondi il record precedente detenuto dal connazionale Patrick Makau Musyoki. Il primato verrà poi migliorato il 28 settembre 2014 da Dennis Kimetto con il tempo di 2h02'57".
Detiene inoltre il 20º miglior risultato cronometrico di sempre nella mezza maratona con il tempo di 58'59".
Nel gennaio 2020 è stato provvisoriamente sospeso dall'Agenzia mondiale antidoping per violazioni delle norme anti doping. L'atleta non si sarebbe fatto trovare a tre controlli a sorpresa e avrebbe tentato di alterare un quarto.

## Palmarès
| Anno | Manifestazione             | Sede       | Evento      | Risultato | Prestazione | Note |
| ---- | -------------------------- | ---------- | ----------- | --------- | ----------- | ---- |
| 2009 | Mondiali di mezza maratona | Birmingham | Individuale | 4º        | 1h00'08"    |      |
| 2009 | Mondiali di mezza maratona | Birmingham | A squadre   | Oro       | 3h01'06"    |      |
| 2012 | Giochi olimpici            | Londra     | Maratona    | Bronzo    | 2h09'37"    |      |
| 2015 | Mondiali                   | Pechino    | Maratona    | dnf       | dnf         |      |

## Altre competizioni internazionali
2006
- Bronzo alla Eldoret Fluorspar ( Eldoret) - 28'59"

2007
- Oro alla Tilburg Ten Miles ( Tilburg) - 46'27"
- Oro alla Hem 10K ( Hem) - 27'51"
- Oro alla Tarsus Half Marathon ( Tarso) - 1h02'05"

2008
- Argento alla Mezza maratona di Delhi ( Nuova Delhi) - 59'16"
- Oro alla Stadsloop Appingedam ( Appingedam) - 28'39"
- Oro alla Goudse Nationale Singelloop	( Gouda) - 28'34"
- Argento alla Tilburg Ten Miles ( Tilburg) - 46'04"
- Oro alla Tarsus Half Marathon ( Tarso) - 1h02'50"
- Bronzo alla World's Best 10K ( San Juan) - 28'09"
- 6º alla Berlin Half Marathon ( Berlino) - 1h01'03"

2009
- Argento alla Ras Al Khaimah Half Marathon ( Ras al-Khaima) - 58'59"
- Argento alla Valencia Half Marathon ( Valencia) - 59'33"
- Bronzo alla Berlin Half Marathon ( Berlino) - 59'38"
- Bronzo alla Mezza maratona di Delhi ( Nuova Delhi) - 1h00'04"
- Oro alla Egmond Half Marathon ( Egmond aan Zee) - 1h05'36"
- Oro alla Stadsloop Appingedam ( Appingedam) - 27'45"
- Bronzo alla World's Best 10K ( San Juan) - 27'45"

2010
- Bronzo alla Maratona di Parigi ( Parigi) - 2h07'13"
- Oro alla Maratona di Francoforte ( Francoforte sul Meno) - 2h04'57"
- Oro alla Abu Dhabi Half Marathon ( Abu Dhabi) - 1h00'14"
- 6º alla Atlanta Peachtree Road Race ( Atlanta) - 28'00"
- 4º alla World's Best 10K ( San Juan) - 27'45"

2011
- Oro alla Maratona del lago Biwa ( Ōtsu) - 2h06'13"
- Oro alla Maratona di Francoforte ( Francoforte sul Meno) - 2h03'42"
- Oro alla Zwolle Half Marathon ( Zwolle) - 1h00'49"
- Oro alla Kärnten Läuft Half Marathon ( Klagenfurt am Wörthersee) - 1h02'25"

2012
- Oro alla Maratona di Londra ( Londra) - 2h04'44"
- Oro alla Great North Run ( Newcastle) - 59'06"
- Bronzo alla Ras Al Khaimah Half Marathon ( Ras al-Khaima) - 1h01'01"
- Oro alla Honolulu Marathon ( Honolulu) - 2h12'31"

2013
- Oro alla Maratona di Berlino ( Berlino) - 2h03'23"
- 5º alla Maratona di Londra ( Londra) - 2h07'47"
- Oro alla New York City Half Marathon ( New York) - 1h01'02"
- 4º alla Bogotá Half Marathon ( Bogotà) - 1h05'26"
- Argento alla Great Manchester Run ( Manchester) - 27'53"

2014
- Oro alla Maratona di Londra ( Londra) - 2h04'29"
- Oro alla Maratona di New York ( New York) - 2h10'59"
- Argento alla Olomouc Half Marathon ( Olomouc) - 1h00'25"
- Oro alla Granollers Half Marathon ( Granollers) - 1h01'18"
- Argento alla Great Manchester Run ( Manchester) - 28'28"

2015
- Argento alla Maratona di Londra ( Londra) - 2h04'47"
- 4º alla Maratona di New York ( New York) - 2h12'45"
- Argento alla Zwolle Half Marathon ( Zwolle) - 1h01'23"
- 5º alla Olomouc Half Marathon ( Olomouc) - 1h02'09"
- Oro alla Granollers Half Marathon ( Granollers) - 1h02'39"
- 4º alla Great Manchester Run ( Manchester) - 27'53"
- 4º alla New York Healthy Kidney 10K ( New York) - 28'49"

2016
- Argento alla Maratona di Berlino ( Berlino) - 2h03'13"
- 5º alla Maratona di Londra ( Londra) - 2h07'52"
- Argento alla Great Manchester Run ( Manchester) - 28'15"

2017
- Oro alla Maratona di Tokyo ( Tokyo) - 2h03'58"
- Argento alla Maratona di New York ( New York) - 2h10'56"
- 5º alla Great Manchester Run ( Manchester) - 28'26"

2018
- Bronzo alla Maratona di Berlino ( Berlino) - 2h06'48"
- Oro alla Tokushima Marathon ( Tokushima) - 2h19'35"

2019
- 12º alla Maratona di Londra ( Londra) - 2h09'18"
- 6º alla Vitality Big Half ( Londra) - 1h04'07"